# 65. ceremonia wręczenia Złotych Globów
65. ceremonia wręczenia Złotych Globów miała mieć miejsce 13 stycznia 2008 roku, jednak z powodu strajku scenarzystów dzień później odbyła się krótka konferencja prasowa, podczas której ogłoszono wyniki.
Najwięcej statuetek (dwie) otrzymały filmy Pokuta Joe Wrighta, To nie jest kraj dla starych ludzi braci Coen, Sweeney Todd: Demoniczny golibroda z Fleet Street Tima Burtona oraz Motyl i skafander Juliana Schnabla. Największym przegranym była Wojna Charliego Wilsona Mike’a Nicholsa (5 nominacji i ani jednej statuetki).
Zdobywcą Złotego Globu za całokształt twórczości został Steven Spielberg.

## Laureaci i nominowani
Laureaci nagród wyróżnieni są wytłuszczeniem

### Produkcje kinowe

#### Najlepszy film dramatyczny
- Pokuta, reż. Joe Wright
- Amerykański gangster, reż. Ridley Scott
- Aż poleje się krew, reż. Paul Thomas Anderson
- Wschodnie obietnice, reż. David Cronenberg
- Klub dyskusyjny, reż. Denzel Washington
- Michael Clayton, reż. Tony Gilroy
- To nie jest kraj dla starych ludzi, reż. Joel Coen i Ethan Coen

#### Najlepsza aktorka w filmie dramatycznym
- Julie Christie − Daleko od niej
- Cate Blanchett − Elizabeth: Złoty wiek
- Jodie Foster − Odważna
- Angelina Jolie − Cena odwagi
- Keira Knightley − Pokuta

#### Najlepszy aktor w filmie dramatycznym
- Daniel Day-Lewis − Aż poleje się krew
- George Clooney − Michael Clayton
- James McAvoy − Pokuta
- Viggo Mortensen − Wschodnie obietnice
- Denzel Washington − Amerykański gangster

#### Najlepszy film komediowy lub musical
- Sweeney Todd: Demoniczny golibroda z Fleet Street, reż. Tim Burton
- Across the Universe, reż. Julie Taynor
- Wojna Charliego Wilsona, reż. Mike Nichols
- Lakier do włosów, reż. Adam Shankman
- Juno, reż. Jason Reitman

#### Najlepsza aktorka w filmie komediowym lub musicalu
- Marion Cotillard − Niczego nie żałuję – Edith Piaf
- Amy Adams − Zaczarowana
- Nikki Blonsky − Lakier do włosów
- Helena Bonham Carter − Sweeney Todd: Demoniczny golibroda z Fleet Street
- Ellen Page − Juno

#### Najlepszy aktor w filmie komediowym lub musicalu
- Johnny Depp − Sweeney Todd: Demoniczny golibroda z Fleet Street
- Ryan Gosling − Miłość Larsa
- Tom Hanks − Wojna Charliego Wilsona
- Philip Seymour Hoffman − Rodzina Savage
- John C. Reilly − Idź twardo: Historia Deweya Coxa

#### Najlepszy film zagraniczny
- Motyl i skafander, reż. Julian Schnabel (Francja, USA)
- 4 miesiące, 3 tygodnie i 2 dni, reż. Christian Mungiu (Rumunia)
- Chłopiec z latawcem, reż. Marc Foster (USA)
- Ostrożnie, pożądanie, reż. Ang Lee (Tajwan)
- Persepolis, reż. Vincent Paronnaud, Marjane Satrapi (Francja)

#### Najlepszy film animowany
- Ratatuj, reż. Brad Bird
- Film o pszczołach, reż. Steve Hickner, Simon J. Smith
- Simpsonowie: Wersja kinowa, reż. David Silverman

#### Najlepsza aktorka drugoplanowa
- Cate Blanchett − I’m Not There. Gdzie indziej jestem
- Julia Roberts − Wojna Charliego Wilsona
- Saoirse Ronan − Pokuta
- Amy Ryan − Gdzie jesteś, Amando?
- Tilda Swinton − Michael Clayton

#### Najlepszy aktor drugoplanowy
- Javier Bardem − To nie jest kraj dla starych ludzi
- Casey Affleck − Zabójstwo Jesse’ego Jamesa przez tchórzliwego Roberta Forda
- Philip Seymour Hoffman − Wojna Charliego Wilsona
- John Travolta − Lakier do włosów
- Tom Wilkinson − Michael Clayton

#### Najlepsza reżyseria
- Julian Schnabel − Motyl i skafander
- Tim Burton − Sweeney Todd: Demoniczny golibroda z Fleet Street
- Ethan i Joel Coenowie − To nie jest kraj dla starych ludzi
- Ridley Scott − Amerykański gangster
- Joe Wright − Pokuta

#### Najlepszy scenariusz
- Ethan i Joel Coenowie − To nie jest kraj dla starych ludzi
- Diablo Cody − Juno
- Christopher Hampton − Pokuta
- Ronald Harwood − Motyl i skafander
- Aaron Sorkin − Wojna Charliego Wilsona

#### Najlepsza muzyka
- Dario Marianelli − Pokuta
- Michael Brook, Kaki King, Eddie Vedder − Wszystko za życie
- Clint Eastwood − Grace odeszła
- Alberto Iglesias − Chłopiec z latawcem
- Howard Shore − Wschodnie obietnice

#### Najlepsza piosenka
- Guaranteed − Wszystko za życie, muzyka i słowa: Eddie Vedder
- Despedida − Miłość w czasach zarazy, muzyka: Shakira, Antonio Pinto; słowa: Shakira
- Grace Is Gone − Grace odeszła, muzyka: Clint Eastwood; słowa: Carole Bayer Sager
- That’s How You Know − Zaczarowana, muzyka i słowa: Alan Menken
- Walk Hard − Idź twardo: Historia Deweya Coxa, muzyka i słowa: Marshall Crenshaw, John C. Reilly, Judd Apatow, Kasdan

### Produkcje telewizyjne

#### Najlepszy serial dramatyczny
- Mad Men (AMC)
- Trzy na jednego (HBO)
- Układy (FX Networks)
- Chirurdzy (ABC)
- Dr House (Fox)
- Dynastia Tudorów (Showtime)

#### Najlepsza aktorka w serialu dramatycznym
- Glenn Close − Układy
- Patricia Arquette − Medium
- Minnie Driver − The Riches
- Edie Falco − Rodzina Soprano
- Sally Field − Bracia i siostry
- Holly Hunter − Ocalić Grace
- Kyra Sedgwick − Podkomisarz Brenda Johnson

#### Najlepszy aktor w serialu dramatycznym
- Jon Hamm − Mad Men
- Michael C. Hall − Dexter
- Hugh Laurie − Dr House
- Jonathan Rhys Meyers − Dynastia Tudorów
- Bill Paxton − Trzy na jednego

#### Najlepszy serial komediowy lub musical
- Statyści (HBO)
- Rockefeller Plaza 30 (NBC)
- Californication (Showtime)
- Ekipa (HBO)
- Gdzie pachną stokrotki (ABC)

#### Najlepsza aktorka w serialu komediowym lub musicalu
- Tina Fey − Rockefeller Plaza 30
- Christina Applegate − Kim jest Samantha?
- America Ferrera − Brzydula Betty
- Anna Friel − Gdzie pachną stokrotki
- Mary-Louise Parker − Trawka

#### Najlepszy aktor w serialu komediowym lub musicalu
- David Duchovny − Californication
- Alec Baldwin − Rockefeller Plaza 30
- Steve Carell − Biuro
- Ricky Gervais − Statyści
- Lee Pace − Gdzie pachną stokrotki

#### Najlepszy miniserial lub film telewizyjny
- Longford, reż. Tom Hooper (HBO)
- Pochowaj me serce w Wounded Knee, reż. Yves Simoneau (HBO)
- Firma – CIA, reż. Mikael Salomon (TNT)
- Pięć dni. Zniknięcie, reż. Otto Bathurst, Simon Curtis (HBO)
- Stan wyjątkowy, reż. Michael Offer, Daniel Percival (BBC AMERICA)

#### Najlepsza aktorka w miniserialu lub filmie telewizyjnym
- Queen Latifah − Life Support
- Bryce Dallas Howard − Jak wam się podoba
- Debra Messing − Życie po falstarcie
- Sissy Spacek − Historia Hollis Woods
- Ruth Wilson − Jane Eyre

#### Najlepszy aktor w miniserialu lub filmie telewizyjnym
- Jim Broadbent − Longford
- Adam Beach − Pochowaj me serce w Wounded Knee
- Ernest Borgnine − A Grandpa for Christmas
- Jason Isaacs − Stan wyjątkowy
- James Nesbitt − Jekyll

#### Najlepsza aktorka drugoplanowa w serialu, miniserialu lub filmie telewizyjnym
- Samantha Morton − Longford
- Rose Byrne − Układy
- Rachel Griffiths − Bracia i siostry
- Katherine Heigl − Chirurdzy
- Anna Paquin − Pochowaj me serce w Wounded Knee
- Jaime Pressly − Na imię mi Earl

#### Najlepszy aktor drugoplanowy w serialu, miniserialu lub filmie telewizyjnym
- Jeremy Piven − Ekipa
- Ted Danson − Układy
- Kevin Dillon − Ekipa
- Andy Serkis − Longford
- William Shatner − Orły z Bostonu
- Donald Sutherland − Seks, kasa i kłopoty

### Nagroda Cecila B. DeMille’a
- Steven Spielberg (Z powodu nieodbycia się gali, wręczenie nagrody zostało przeniesione do przyszłej ceremonii)